# Die Sturzflieger
Die Sturzflieger ist ein deutscher Science-Fiction-Film aus dem Jahre 1995. Der Film startete am 14. Dezember 1995 in den Kinos.

## Handlung
Im Jahre 2417 ist Rio Kowalski, der Pilot eines alten Weltraum-Shuttles, mit Passagieren, Fracht und seinem selbst reparierten Replikanten „Max“ auf dem Weg zu seinem Zielort. Unterwegs fängt er das Notsignal der „Titanus“ auf, eines Weltraumfrachters mit geheimer Ladung, der aufgrund einer Kollision havariert ist. 
Die unbekannte, jedoch mit 50 Milliarden Dollar versicherte Fracht des Transporters weckt alsbald Begehrlichkeiten bei Rio. Er beschließt, die Absturzstelle noch vor den Schiffen des Versicherungsunternehmens zu untersuchen. Da er jedoch die genaue Position nicht kennt, muss der Flugkapitän sich auf ein Geschäft mit Angie einlassen, welche den Notruf ebenfalls mitbekommen hat, jedoch auch die Koordinaten verstanden haben will. Die Reise verläuft allerdings nicht so wie geplant, und Rio muss auf der letzten Raumstation vor der äußeren Galaxie, Katanga Base, notlanden.
Dort bekommt er es unter anderem mit dem dortigen Sicherheitschef zu tun, mit welchem er schon öfters aneinandergeraten ist. Zu allem Überfluss fehlt ihm dann auch noch das Geld zur Reparatur seines Raumschiffs. Deshalb lässt er sich auf einen Ringkampf ein, bei welchem „Max“ gegen einen anderen Roboter kämpfen muss. Zunächst scheint der Kampf verloren, doch letztlich kann Kowalskis Eigenbau gewinnen. Somit hat Rio nun das benötigte Geld, doch der Sicherheitschef zieht ihm einen Strich durch die Rechnung und beschlagnahmt das Geld. Glücklicherweise findet genau in jenem Moment eine Revolte auf Katanga statt, und Rio, Angie und Max können mit Hilfe eines Mutanten auf einen Reisekreuzer fliehen.
Auf dem Schiff stellt sich allerdings heraus, dass Angie auch eine Replikantin ist und zudem gejagt wird. Doch auch diese Strapaze kann von den nun vier Reisenden überwunden werden und sie fliehen abermals, diesmal mit einem Rettungsschiff.
Damit finden sie die Absturzstelle. Es stellt sich heraus, dass es sich um lebendige Fracht handelt, nämlich um Millionen Küken. Der Grund für die hohe Versicherungssumme war, dass es im Jahre 2417 so gut wie keine Tiere mehr gab, und auch die Erde war für die meisten nichts weiter als ein Bild auf einer Postkarte.
Bevor Rio die Fracht allerdings bergen kann, stellt sich ihm ein weiteres Hindernis in den Weg: feuerfeste Replikanten, die den Absturz überlebt haben. Diese beschließen, ihn beim Titanus-Wrack und dessen Fracht zu lassen und alleine vom Planeten zu fliehen. Sie schaffen es allerdings nicht, ihr selbstgebautes Schiff zu starten, und Rio muss zur Hilfe eilen, weil die Selbstzerstörung aktiviert wurde. Letztlich kann er auch dieses Problem meistern, und alle Vier und die Replikanten fliegen mit einem Teil der Fracht weg.

## Kritik
Das Lexikon des internationalen Films nannte Die Sturzflieger einen „mißlungener Versuch, das Genre des Science-Fiction-Films mit dem des Roadmovies zu kombinieren.“